# Linval Joseph
Linval Joseph (Christiansted, Islas Vírgenes de los Estados Unidos, 10 de octubre de 1988) es un jugador profesional estadounidense de fútbol americano que se desempeña en la posición de defensive tackle en Dallas Cowboys, equipo de la National Football League (NFL).

## Carrera
Fue seleccionado en la segunda ronda en la Reunión Anual de Selección de Jugadores de la NFL de 2010. Hizo su debut profesional con el equipo New York Giants, en el cual jugó cuatro temporadas (2010-2014), después pasó por varios equipos, Minnesota Vikings (2014-2020), Los Angeles Chargers (2020-2022), Philadelphia Eagles (2022-2023), Buffalo Bills (2023-2024), y finalmente a Dallas Cowboys.